# Aşk Yeniden
Aşk Yeniden es una serie de televisión turca de 2015 producida por Süreç Film para Fox Turquía.

## Trama
Dos personas de diferentes orígenes se encuentran en el mismo vuelo a Turquía y deciden fingir estar casados. Fatih (Buğra Gülsoy) es un joven millonario que no quiere que su familia lo obligue a casarse con Irem (Didem Soydan). Por otro lado, Zeynep (Özge Özpirinçci), necesita tiempo para poder explicarle a su familia que fue abandonada por su novio y se convirtió en madre soltera.

## Reparto
- Özge Özpirinçci como Zeynep Taşkın.
- Buğra Gülsoy como Fatih Şekercizade.
- Tamer Levent como Şevket Taşkın (Reis).
- Lale Başar como Mukaddes Şekercizade.
- Orhan Alkaya como Fehmi Şekercizade.
- Nazlı Tosunoğlu como Yadigar Günay.
- Tülin Oral como Gülsüm Şekercizade.
- Sema Keçik como Meryem Özer.
- Tunca Aydoğan como Vahit.
- Can Sipahi como Orhan Günay.
- Nilay Deniz como Selin Şekercizade.
- Mert Öner como Cevat.
- Tuna Arman como Mukadder.
- Esin Gündoğdu como Ayfer Servermez.
- Miray Akovalıgil como Şaziment Servermez.
- Tevfik İnceoğlu como Kamil.
- Fatma Karanfil como Hacer.
- Yakup Yavru como Ethem Reis.
- Mert Öcal como Ertan.
- Didem Soydan como İrem Şencan.
- Emre Erkan como Mete.
- İlkem Ulugün como Fadik Servermez.
- Barış Yalçın como Birol.
- Nazlıhan Başak İlhan como Dilber Sonses.
- Mazhar Alican Uğur como Mustafa.
- Kasım Yağız Sayın/Musa Yiğit Sayın como Selim.
- Su Burcu Yazgı Coşkun como Elif Su Günay.
- Murat Kocacık como Darbeli Haydar.
- Ufuk Tan Altunkaya como Ferhat.
- Asena Girişken como Cansu.

## Temporadas
| Temporada | Temporada | Episodios | Rango de episodios | Emisión original         | Emisión original    |
| Temporada | Temporada | Episodios | Rango de episodios | Inicio                   | Final               |
| --------- | --------- | --------- | ------------------ | ------------------------ | ------------------- |
|           | 1         | 19        | 1 - 19             | 10 de febrero de 2015    | 16 de junio de 2015 |
|           | 2         | 40        | 20 - 59            | 15 de septiembre de 2015 | 14 de junio de 2016 |

## Premios y nominaciones
| Año  | Premios               | Categoría               | Nominado(a)     | Resultado | Ref.  |
| ---- | --------------------- | ----------------------- | --------------- | --------- | ----- |
| 2015 | Premios Altın Kelebek | Mejor serie             | Aşk Yeniden     | Nominada  | [ 4 ] |
| 2015 | Premios Altın Kelebek | Mejor serie de comedia  | Aşk Yeniden     | Nominada  | [ 4 ] |
| 2015 | Premios Altın Kelebek | Mejor actriz de comedia | Özge Özpirinçci | Ganadora  | [ 5 ] |
| 2015 | Premios Altın Kelebek | Mejor actor de comedia  | Buğra Gülsoy    | Nominado  | [ 4 ] |
| 2015 | Premios Altın Kelebek | Mejor pareja            | Zeynep y Fatih  | Nominados | [ 4 ] |
| 2015 | Premios Altın Kelebek | Mejor guion             | Aşk Yeniden     | Nominada  | [ 4 ] |